# Apogon fasciatus
Apogon fasciatus es una especie de pez de la familia de los apogónidos en el orden de los perciformes.

## Morfología
Los machos pueden alcanzar los 10,3 cm de longitud total.

## Distribución geográfica
Se encuentran desde el Mar Rojo y el Golfo Pérsico hasta Mozambique, Japón y Sídney (Australia).